# Metopomyza
Genre
Metopomyza est un genre de diptères de la famille des Agromyzidae.

## Liste d'espèces
Selon BioLib (11 janvier 2021) :
- Metopomyza antiqua Zlobin, 1984
- Metopomyza flavipes Spencer, 1969
- Metopomyza flavonotata (Haliday, 1833)
- Metopomyza interfrontalis (Melander, 1913)
- Metopomyza junci von Tschirnhaus, 1981
- Metopomyza knutsoni Zlobin, 1995
- Metopomyza laeta Sasakawa, 1955
- Metopomyza levis Zlobin, 1995
- Metopomyza nigrina Zlobin, 1995
- Metopomyza nigriorbita (Hendel, 1931)
- Metopomyza nigripes Spencer, 1981
- Metopomyza nigrohumeralis (Hendel, 1931)
- Metopomyza scutellata (Fallén, 1823)
- Metopomyza xanthaspioides (Frey, 1946)
- Metopomyza xanthaspis (Loew, 1858)